# Distrito de Jamiltepec
El distrito de Jamiltepec es uno de los 30 distritos que conforman al estado mexicano de Oaxaca y uno de los tres en que se divide la región costa. Se conforma de 373 localidades repartidas entre 24 municipios.

## Municipios
| Código INEGI | Municipio                    | Cabecera                     |
| ------------ | ---------------------------- | ---------------------------- |
| 056          | Mártires de Tacubaya         | Mártires de Tacubaya         |
| 070          | Pinotepa de Don Luis         | Pinotepa de Don Luis         |
| 082          | San Agustín Chayuco          | San Agustín Chayuco          |
| 090          | San Andrés Huaxpaltepec      | San Andrés Huaxpaltepec      |
| 111          | San Antonio Tepetlapa        | San Antonio Tepetlapa        |
| 168          | San José Estancia Grande     | San José Estancia Grande     |
| 180          | San Juan Bautista Lo de Soto | San Juan Bautista Lo de Soto |
| 185          | San Juan Cacahuatepec        | San Juan Cacahuatepec        |
| 188          | San Juan Colorado            | San Juan Colorado            |
| 225          | San Lorenzo                  | San Lorenzo                  |
| 285          | San Miguel Tlacamama         | San Miguel Tlacamama         |
| 302          | San Pedro Atoyac             | San Pedro Atoyac             |
| 312          | San Pedro Jicayán            | San Pedro Jicayán            |
| 345          | San Sebastián Ixcapa         | San Sebastián Ixcapa         |
| 367          | Santa Catarina Mechoacán     | Santa Catarina Mechoacán     |
| 402          | Santa María Cortijo          | Santa María Cortijo          |
| 414          | Santa María Huazolotitlán    | Santa María Huazolotitlán    |
| 466          | Santiago Ixtayutla           | Santiago Ixtayutla           |
| 467          | Santiago Jamiltepec          | Santiago Jamiltepec          |
| 474          | Santiago Llano Grande        | Santiago Llano Grande        |
| 482          | Santiago Pinotepa Nacional   | Santiago Pinotepa Nacional   |
| 485          | Santiago Tapextla            | Santiago Tapextla            |
| 489          | Santiago Tetepec             | Santiago Tetepec             |
| 507          | Santo Domingo Armenta        | Santo Domingo Armenta        |

## Demografía
En el distrito habitan 184 266 personas, que representan el 4.85% de la población del estado. De ellos 68 668 personas dominan alguna lengua indígena.